# Ann-Catrine Edlund
Ann-Catrine Edlund, född 29 december 1959, är en svensk docent i nordiska språk och professor i svenska språket. 
Ann-Catrine Edlund är utbildad ämneslärare i svenska och disputerade år 2000 vid Umeå universitet på avhandlingen Sälen och jägaren. De bottniska jägarnas begreppssystem för säl ur ett kognitivt perspektiv. Hon var lektor i nordiska språk (docent 2008) åren 2001-2017. Sedan 2017 är hon professor i svenska språket vid Mittuniversitetet.
Hennes forskningsområde är etnografiskt orienterad lingvistik. Efter att ha tillämpat kognitiv lingvistisk teori i sin avhandling övergick hon till skrivandets funktioner i vardagen i början av 1900-talet, till exempel i dagböcker, sångböcker och vykort från Västerbotten och Norrbottens län.
Edlund är chefredaktör för en kritisk utgåva av dagböckerna och sångböckerna skrivna från 1878 till 1901 på en bondgård i norra Västerbotten. Hon var även projektledare för det tvärvetenskapliga projektet Berättelser om det moderna. Identitetsformering i vykortspraktiker 1900–1920 i Sverige, som syftar till att undersöka den sociala betydelsen av multimodala vykortspraxis i det framväxande moderna samhället i Sverige i början av 1900-talet. I ett samarbetsprojekt med Sundsvalls museum digitaliseras och systematiseras även en privat samling topografiska vykort från Medelpad. Detta resulterade i utställningen Vykort–sociala medier för 100 år sedan. Edlund är även ansvarig för satsningen på skrivlyftet där syftet är att utveckla och implementera en ämnesintegrerad skrivdidaktik i universitetsutbildningar.
Ann-Catrine Edlund är ledamot i Kungliga Skytteanska Samfundet och Kungliga Gustav Adolfs Akademi för svensk folkkultur samt Svenska Språkrådets referensgrupp.

## Publikationer (urval)
- Sturk, E. , Hipkiss, A. , Randahl, A. & Edlund, A. (2022). Skrivande i skolans alla ämnen : Reflekterande observation som metod. I Skrivdidaktik i grundskolan. Lund : Studentlitteratur AB. S. 97-129.
- Edlund, A. (2021). Vykort - ett förbisett kulturarv. I Kritiska studier av kulturarv och museala praktiker - en tvärvetenskaplig mötesplats. Sundsvall : Mittuniversitetet (Genusvetenskap på Mittuniversitetet, Working papers). S. 51-64.
- Edlund, A. & Edlund, L. (2020). ”Den 1 mars då dog och stran fredrika” : Ortografiska val och språklig identifikation i en folklig dagbok från 1890-talet. HumaNetten, : 44, ss. 45-75.
- Edlund, A. (2020). Människor som skriver : Sociala medier i Sverige 100 år före Facebook. Saga och sed, vol. 2019, ss. 89-140.
- Edlund, A. (2016). The song book and the peasant diary : as participants in the construction of the modern self. I Reading and writing from below : exploring the margins of modernity. Umeå : Umeå University & The Royal Skyttean Society (Vardagligt skriftbruk). S. 77-96.
- Edlund, A. (2017). Att skriva fram ett modernt jag : Dagboken som vardaglig skriftpraktik under tidigt 1900-tal. I Mellannorrland i Centrum : Språkliga och historiska studier tillägnade professor Eva Nyman. Umeå : Kungl. Skytteanska samfundet (Kungl. Skytteanska Samfundets Handlingar). S. 291-310.
- Edlund, A. (2017). "Den 17 oktober hade vi två predikanter". Dagboksskrivande och religiöst liv i Kågeträsk på 1890-talet.. I Thule : Kungl. Skytteanska Samfundets Årsbok. Umeå : Kungl. Skytteanska Samfundet. S. 137-170.
- Edlund, A. (2017). Språkmöten i havsisen. I Språkmöten i Västerbotten och Österbotten. Umeå & Vasa : Kungl. Skytteanska Samfundet (Bottniska studier). S. 66-81.
- Edlund, A. & Arlov, T. B. (2016). Sealing. I Encyclopedia of the Barents Region : Vol. 2 N–Y. Oslo : Pax Forlag. S. 312-313.
- Edlund, A. (2014). Introduction. I Vernacular Literacies - Past, Present and Future. Umeå : Umeå universitet och Kungl. Skytteanska Samfundet (Vardagligt skriftbruk). S. 5-11.
- Edlund, A. (2013). A Country Maid and her Diary : Methodological Reflections on Historical Literacy Practices. I White Field, Black Seeds : Nordic Literacy Practices in the Long Nineteenth Century. Helsingfors : Finnish Literature Society (Studia Fennica Litteraria). S. 89-100.
- Edlund, A. & Haugen, S. (2013). Människor som skriver i vardagen - igår och idag. I Människor som skriver : Perspektiv på vardagligt skriftbruk och identitet. Umeå : Umeå universitet och Kungl. Skytteanska Samfundet (Vardagligt skriftbruk). S. 9-22.
- Edlund, A. (2012). Att skriva vykort : En vardaglig skriftpraktik i början av 1900-talet. I Att läsa och att skriva : Två vågor av vardagligt skriftbruk i Norden 1800–2000. Umeå : Umeå universitet & Kungl. Skytteanska Samfundet (Vardagligt skriftbruk). S. 137-160.
- Edlund, A. (2012). Två vågor av vardagligt skriftbruk 1800–2000. I Att läsa och att skriva : Två vågor av vardagligt skriftbruk i Norden 1800–2000. Umeå : Umeå universitet & Kungl. Skytteanska Samfundet (Vardagligt skriftbruk). S. 9-17.
- Edlund, A. (2007). Ett rum för dagen : en studie av två kvinnors dagboksskrivande i norrländsk jordbruksmiljö. Umeå : Umeå universitet. Kulturgräns norr
- Edlund, A. , Erson, E. & Milles, K. (2007). Språk och kön. Norstedts Förlag
- Edlund, A. (2007). Med dagboken som följeslagare : En pigas dagboksskrivande. Västerbotten, , ss. 14-21.
- Edlund, A. & Sundström, M. (2007). Sex dagböcker genom två betraktare. Västerbotten, : 1, ss. 22-28.
- Edlund, A. (2007). Vardagens skrivande : Sex norrländska dagböcker från tidigt 1900-tal. Västerbotten, : 1, ss. 3-13.
- Edlund, A. (2006). En säljägare från Obbola berättar. Obbola krönika, , ss. 37-41.
- Edlund, A. (2005). Vem behöver hundra ord för säl?. Västerbotten, : 1, ss. 26-32.
- Edlund, A. (2004). Det enda privata rummet? : Tankar kring dagboksskrivandets rumsskapande funktion för kvinnor i agrar miljö under tidigt 1900-tal. Kulturella perspektiv - Svensk etnologisk tidskrift, vol. 13: 1, ss. 53-64.
- Edlund, A. (2003). Kustbefolkningen och sälen. Kustbefolkningen och gråsälen i Kvarken, , ss. 8-10.
- Edlund, A. (2000). Sälen och Jägaren : De bottniska jägarnas begreppssystem för säl ur ett kognitivt perspektiv. Diss. Umeå : Umeå universitet, 2000
- Edlund, A. (1992). Ränner en rännkut och en rant omkring? : Diskussion kring två ord för 'säl'. I Language - The Time Machine : Papers in honour of Bengt Odenstedt on the Occasion of his Sixtieth Birthday, Juli 21, 1992. Stockholm : Almqvist & Wiksell (Acta Universitatis Umensis. Umeå Studies in the Humanities). S. 31-36.